# 牆骨龍屬
牆骨龍屬（學名：Tichosteus）是恐龍的一屬，是種草食性恐龍。目前只有發現脊椎化石發現於美國科羅拉多州的莫里遜組，地質年代為侏羅紀晚期的啟莫里階。
在1877年，愛德華·德林克·科普（Edward Drinker Cope）命名模式種T. lucasanus。屬名在古希臘文意為「牆壁骨頭」，意指脊椎內部中空，而兩側骨璧沒有通往氣囊的穿孔；種名則是以發現化石的當地學校院長Oramel W. Lucas為名。他在阿肯色河附近發現這兩個背部脊椎（編號AMNH 5770）。這個脊椎長約2.3公分，科普估計其完整身長接近短吻鱷。之後，Charles Craig Mook估計其身長相當於狼。這些脊椎來自於亞成年個體，椎體與神經弓之間可辨識出未癒合骨縫。
隔年，愛德華·德林克·科普命名牆骨龍的第二個物種，T. aequifacies，種名在拉丁文意為「平衡的面孔」，意指與模式種相比，這些新脊椎較具對稱性。正模標本（編號AMNH 5771）也是包含兩節脊椎。
科普本人對於牆骨龍的分類非常困惑，當時僅歸類於爬行動物，而沒有做出更詳細的分類。之後研究多認為牆骨龍是獸腳亞目恐龍。在20世紀末期，有研究人員提出牆骨龍有可能是屬於原始禽龍類，但兩個種則有可能是疑名，或是鳥腳下目的分類未定屬。

## 外部連結
- DinoRuss （页面存档备份，存于）
- AndroidWorld.com （页面存档备份，存于）